# René Poudret de Sevret
René, chevalier Poudret de Sevret, est un militaire et homme politique français né le 28 novembre 1775 à Niort (Deux-Sèvres) et mort le 31 juillet 1851 au village d'Epiré commune de Savennières (Maine-et-Loire).

## Biographie
Engagé, en 1792, comme simple soldat au 2e bataillon de volontaires des Deux-Sèvres, il est promu sous-lieutenant et participe à la bataille de Bouchain le 12 septembre 1793.
Officier d'état-major auprès du maréchal Bernadotte, dont il devient l'aide de camp, il prend part à la campagne de 1805, se distingue à la bataille d'Austerlitz, et suivit Bernadotte en Suède comme maréchal du palais. Chevalier de l'Empire en 1811 et colonel à l'état-major général de la Grande Armée en 1812, il participe à la campagne de Russie dans le 106e régiment d'infanterie et lors de la bataille d'Ostrovno, il est grièvement blessé au cou et à la tête.
Le 11 mai 1813, il prend le commandement du 106e régiment d'infanterie et il est blessé au pied au combat de Costagnaro en Italie.
En 1814, durant la première Restauration, il nommé chevalier de Saint-Louis et prend le commandement du 87e régiment d'infanterie.
Licencié avec son régiment, le 18 novembre 1815, il est mis à la retraite en 1816. 
Colonel de la garde nationale d'Angers en 1830, il est conseiller municipal d'Angers en 1832 et conseiller général du canton de Chemillé en 1835. Il est député de Maine-et-Loire de 1839 à 1846, siégeant dans l'opposition libérale.
Marié à Mlle Cesbron de la Roche, petite-fille de Marie-Joseph Milscent, il est le beau-père du comte Emmanuel Pons de Las Cases.
Mort le 31 juillet 1851, il est inhumé au cimetière de l'Est à Angers.

## Décorations
- Officier de la Légion d'honneur (1812)
- Chevalier de l'ordre royal et militaire de Saint-Louis (1814)

## Iconographie
Au moins deux portraits de René Poudret de Sevret sont connus. 
Le plus ancien, peint par Louis-Léopold Boilly entre 1807 et 1811, le représente en grande tenue d’aide de camp du général Bernadotte et portant le ruban rouge de la Légion d’honneur. 
Le second, réalisé par Ary Scheffer en 1841, le représente à mi-corps, tête nue, en costume civil, avec la main gauche glissée dans le gilet. Il est conservé au musée des Beaux-Arts d'Angers.

## Sources
- « René Poudret de Sevret », dans Adolphe Robert et Gaston Cougny, Dictionnaire des parlementaires français, Edgar Bourloton, 1889-1891 [détail de l’édition]